# Barney Kessel
Pour les articles homonymes, voir Kessel.
Barney Kessel est  un guitariste de jazz américain, né le 17 octobre 1923 à Muskogee (Oklahoma) et mort le 6 mai 2004 à San Diego (Californie).

## Biographie
Né dans une famille modeste, Barney Kessel s’achète sa première guitare à 12 ans et apprend l’instrument en autodidacte. Dès l’âge de 14 ans, il se produit dans des formations locales. La principale source d’inspiration du jeune musicien est le guitariste Charlie Christian. Il semble d’ailleurs que ce dernier soit allé écouter son « jeune disciple », lors d’un passage à Oklahoma City en 1939. Barney Kessel va s’installer à Hollywood où il exerce des petits métiers alimentaires.
En 1943, Il est membre de l’orchestre, dirigé par Ben Pollack, qui accompagne le show de Chico Marx. Kessel se produit avec de nombreux musiciens de jazz et commence à se faire une solide réputation. En 1944, on peut le voir dans le court métrage Jammin' the Blues de Gjon Mili, aux côtés de Lester Young et Illinois Jacquet. Il fait partie des big bands de Charlie Barnet (1944-1945) et Artie Shaw (1945) tout en continuant une abondante carrière en studio.
En 1947, Kessell rejoint la troupe du J.A.T.P. de Norman Granz et accompagne Charlie Parker lors de l’enregistrement du fameux « Relaxin’ at Camarillo ». En 1952-1953, il accomplit une longue tournée comme guitariste du trio du pianiste Oscar Peterson. Sous le nom des « Poll Winners » (trio réunissant Kessel, le contrebassiste Ray Brown et le batteur Shelly Manne), il enregistre quatre albums entre 1957 et 1960 qui connaissent un franc succès.
Catalogué un peu hâtivement comme étant un guitariste bebop, Barney Kessel est capable de s’adapter à tous les styles. On peut l’entendre avec des musiciens aussi différents que Louis Armstrong, Nat King Cole, Coleman Hawkins, Roy Eldridge, Lionel Hampton, Ben Webster, Woody Herman, George Benson et même Ornette Coleman. Il est aussi un exceptionnel accompagnateur de chanteuses et on a pu l’entendre aux côtés de Billie Holiday, Ella Fitzgerald, Sarah Vaughan, Anita O'Day et Julie London (c’est lui qui tient la guitare sur le tube de cette dernière « Cry me a river »).
Dans les années 1960, il se livre à des activités plus commerciales (séances « pop », musiques de films…). Il accompagne notamment les Beach Boys sur leur album Pet Sounds en 1966. En 1973, il revient au jazz. On l’entend, entre autres, dans le quintette « Great guitars » (avec ses confrères Charlie Byrd et Herb Ellis). En 1992, il est victime d’une grave attaque cérébrale et doit restreindre son activité ce qui l'amène à connaître de sérieux problèmes financiers. Pour l’anecdote, Sacha Distel organise en novembre 2002 au Petit Journal Montparnasse à Paris, un gala exceptionnel de soutien. Barney Kessel s’éteint en mai 2004.

## Discographie

### En tant que leader
- Easy Like (Contemporary 1953–55 [1955])
- Kessel Plays Standards (Contemporary, 1954–55 [1955])
- To Swing or Not to Swing (Contemporary, 1955)
- Music to Listen to Barney Kessel By (Contemporary, 1956)
- The Poll Winners (Contemporary, 1957)
- Let's Cook! (Contemporary, 1957)
- The Poll Winners Ride Again! (Contemporary, 1958)
- Carmen (Contemporary, 1958)
- Some Like It Hot (Contemporary, 1959)
- Poll Winners Three! (Contemporary, 1959)
- Barney Kessel's Swingin' Party (Contemporary, 1960 [1963])
- Exploring the Scene! (Contemporary, 1960)
- Workin' Out! with the Barney Kessel Quartet (Contemporary, 1961)
- Breakfast at Tiffany's (Reprise Records, 1961)
- Bossa Nova (Reprise, 1962)
- Contemporary Latin Rhythms (Reprise, 1963)
- On Fire (Emerald, 1965)
- Swinging Easy! (Black Lion, 1968 [1971])
- Hair Is Beautiful! (Atlantic 1968)
- Feeling Free (Contemporary, 1969)
- Guitarra (RCA Camden, 1969 [1970])
- Barney Kessel (RCA Victor, 1969)
- Limehouse Blues (Freedom, 1969)
- I Remember Django (Black Lion, 1969)
- Autumn Leaves (Black Lion 1969)
- What's New...Barney Kessel? (Mercury, 1969)
- The Poll Winners – Straight Ahead (Contemporary 1975)
- Soaring (Concord Jazz 1976)
- Jelly Beans (Concord Jazz 1981)
- Solo (Concord Jazz 1981)
- Spontaneous Combustion (Contemporary 1987)
- Red Hot and Blues (Contemporary 1988)

### En tant que sideman
Avec Georgie Auld
- In the Land of Hi-Fi with Georgie Auld and His Orchestra (EmArcy, 1955)

Avec Chet Baker
- Albert's House (Beverley Hills, 1969)

Avec Louis Bellson
- Skin Deep (Norgran, 1953)

Avec Benny Carter
- Alone Together (Norgran, 1952 [1955])
- Cosmopolite (Norgran, 1952 [1956])
- Jazz Giant (Contemporary, 1958)

Avec Buddy Collette
- Man of Many Parts (Contemporary, 1956)

Avec Harry Edison
- Sweets (Clef, 1956)

Avec Roy Eldridge
- Dale's Wail (Clef, 1953)

Avec Ella Fitzgerald
- Ella Fitzgerald Sings the Cole Porter Songbook (Verve, 1956)

Avec Hampton Hawes
- Four! (Contemporary, 1958)

Avec Billie Holiday
- Billie Holiday Sings (Clef, 1952)
- Billie Holiday (Clef, 1953)
- Billie Holiday (Clef, 1954)
- Billie Holiday at JATP (Clef, 1954)
- Music for Torching (Clef, 1956)
- Velvet Mood (Clef, 1956)
- Lady Sings the Blues (Clef, 1956)
- Body and Soul (Verve, 1957)
- Songs for Distingué Lovers (Verve, 1957)
- All or Nothing at All (Verve, 1958)

Avec Milt Jackson
- Ballads & Blues (Atlantic, 1956)

Avec Julie London
- Julie is her name (avec Ray Leatherwood) (Liberty, 1955)

Avec Oliver Nelson
- Soulful Brass avec Steve Allen (Impulse!, 1968)

Avec Anita O'Day
- This Is Anita (Verve, 1956)
- Pick Yourself Up with Anita O'Day (Verve, 1957)
- Anita Sings the Winners (Verve, 1958)
- Anita O'Day Swings Cole Porter with Billy May (Verve, 1959)
- Trav'lin' Light (Verve, 1961)

Avec Shorty Rogers
- The Wizard of Oz and Other Harold Arlen Songs (RCA Victor, 1959)

Avec Sonny Rollins
- Sonny Rollins and the Contemporary Leaders (Contemporary, 1958)

Avec Shorty Rogers
- Martians Come Back! (Atlantic, 1955 [1956])
- Way Up There (Atlantic, 1955 [1957])
- Chances Are It Swings (RCA Victor, 1958)

Avec Kitty White
- A New Voice in Jazz (EmArcy, 1955)